# 世界烹飪大賽
世界烹飪大賽（法語：Concours mondial de la cuisine），也稱做（法語：Bocuse d'or），是1987年由廚師保羅·博庫斯在法國里昂創辦的烹飪大賽，這個比賽每兩年一次（奇數年），每次為期兩天，是世界上最富盛名的烹飪大賽。

## 歷史沿革
這項活動起源於1983年開始的酒店餐飲會展，後來更名為國際酒店和餐飲貿易會展（法語：Salon international de la restauration de l'hôtellerie et de l'alimentation，簡稱：SIRHA），直到保羅·博庫斯接任會展主席的時候，提出會展期間應該要舉辦烹飪比賽，因此從1987年1月開始第一屆的比賽，到今天SIRHA已經是全世界最具規模的食品烹飪會展，後來陸續加入世界糕點大賽（法語：Coupe du Monde de la Pâtisserie）和世界麵包大賽（法語：Mondial du Pain）。
世界烹飪大賽從24個國家當中先舉行國內預賽，第二關是洲際複賽，分亞太區、歐洲區、拉丁美洲區和特殊區，最後才是法國的決賽。為保障比賽的公平性，評審來自24個國家的24人組成，最後在SIRHA會展現場二十四名廚師公開競賽，在五個半小時當中要完成指定考題，最後分出金獎、銀獎和銅獎。

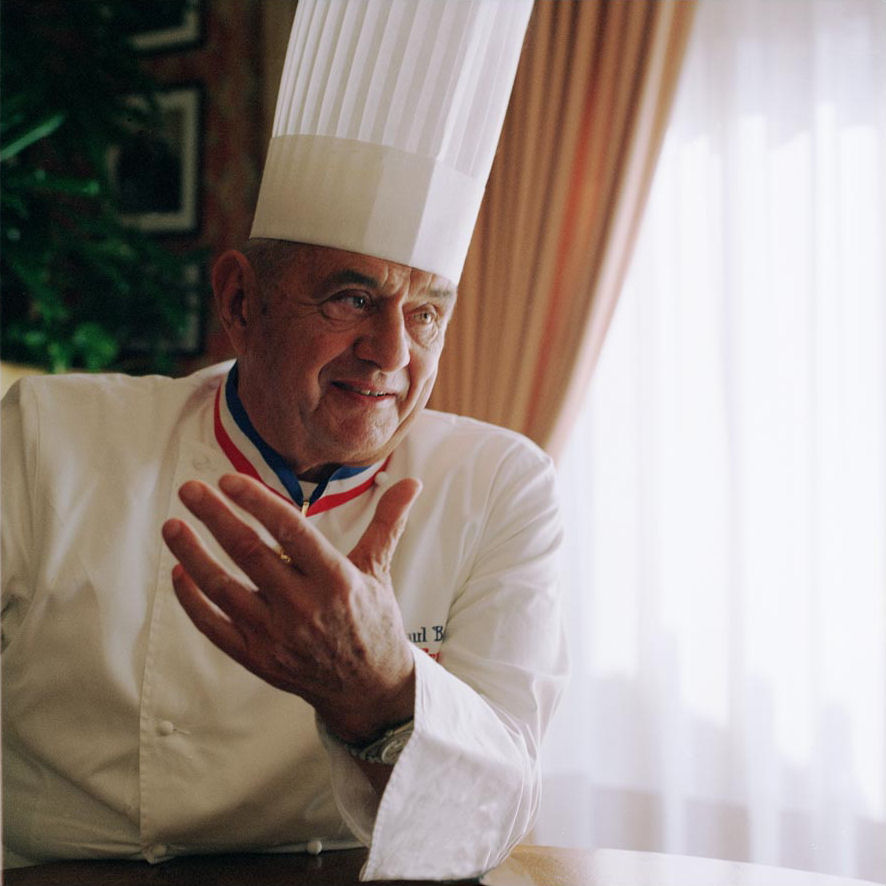
世界烹飪大賽Bocuse d'or的創辦人保羅·博庫斯

## 相關連結
Bocuse d'or官方網站 （页面存档备份，存于）